# كولن كامبل كوبر
كولن كامبل كوبر (بالإنجليزية: Colin Campbell Cooper)‏ هو رسام أمريكي، ولد في 8 مارس 1856 في فيلادلفيا في الولايات المتحدة، وتوفي في 6 نوفمبر 1937 في سانتا باربارا في الولايات المتحدة.